# Trans-Landes
Trans-Landes est une société anonyme à conseil d'administration, basée à Saint-Vincent-de-Paul (Landes) dont l'autorité organisatrice est le conseil régional de Nouvelle-Aquitaine, les villes de Biscarrosse et d'Ondres, Grand Dax Agglomération, ainsi que les communautés de communes de Maremne-Adour-Côte-Sud, Côte Landes Nature et Cœur Haute Lande.

## Présentation
Un nouveau règlement européen exige que la Régie des transports landais, qui date de 1947, ne pourra plus fonctionner comme tel à l'horizon 2019. Son rôle se cantonnera au domaine de compétences de son autorité de tutelle (le conseil départemental), à savoir les transports scolaires et les lignes régulières départementales. Conséquence : elle ne pourra plus exercer de prestations qui relèvent de la mise en concurrence, comme les transports urbains.
Pour cette raison, le conseil général a décidé d'appliquer ce règlement dès 2012 pour le réseau Urbus en créant la Société publique locale Trans-Landes. À terme la Régie des transports landais passera de Établissement public à caractère industriel et commercial (EPIC) à SPL.
En 2012, la répartition du capital de la société était de 60 % pour le Conseil départemental des Landes et 40 % pour Grand Dax Agglomération.
En 2017, la répartition du capital de la société est pour la région Nouvelle-Aquitaine (50,04 %), le Grand Dax (33,28 %), Macs (14,56 %), la ville de Biscarrosse (2 %), la ville d'Ondres (0,04 %), Cœur Haute Lande (0,04 %) et Côte Landes Nature (0,04 %).
| Année | Actionnariat |
| ----- | --- |
| 2012  | - Conseil départemental des Landes 60 % - Grand Dax Agglomération 40 % |
| 2013  | - Conseil départemental des Landes 60 % - Grand Dax Agglomération 38 % - Biscarrosse 2 % |
| 2014  | - Conseil départemental des Landes 50,04 % - Grand Dax Agglomération 33,36 % - Communauté de communes de Maremne-Adour-Côte-Sud 14,60 % - Biscarrosse 2 % |
| 2017  | - Conseil régional de Nouvelle-Aquitaine 50,04 % - Grand Dax Agglomération 33,28 % - Communauté de communes de Maremne-Adour-Côte-Sud 14,56 % - Biscarrosse 2 % - Communauté de communes Cœur Haute Lande 0,04 % - Communauté de communes Côte Landes Nature 0,04 % - Ondres 0,04 % |

## Réseaux exploités
Le réseau interurbain (régional) :
- Cars Région Nouvelle-Aquitaine avec ses 10 lignes régulières et 4 lignes estivales pour le Conseil régional de Nouvelle-Aquitaine (en partenariat avec la Régie des Transports Landais).

Les réseaux urbains :
- Couralin avec ses 6 lignes, son réseau de navette gratuite Vitenville et son transport à la demande (TAD) depuis le 9 mars 2012.
- Bisca Bus avec sa ligne pour Biscarrosse depuis le 1er juillet 2013.
- Yégo, avec ses 4 lignes depuis le 25 août 2014.
- Transp'Orthe, avec son service de transport à la demande (TAD) depuis le 15 septembre 2014.

Les navettes estivales.
- Navettes Ville-Plage le réseau de navettes gratuites de Côte Landes Nature.

XL'R (Ancien logo)
Couralin
Bisca Bus
Yégo
Transp'Orthe
Cars Région Nouvelle-Aquitaine